# Samuel de Araújo Miranda
Samuel de Araújo Miranda (n. 28 martie 1988, în Governador Valadares, Brazilia) este un fotbalist brazilian care în prezent evoluează la echipa Zawisza Bydgoszcz în Ekstraklasa.